# Leksvik

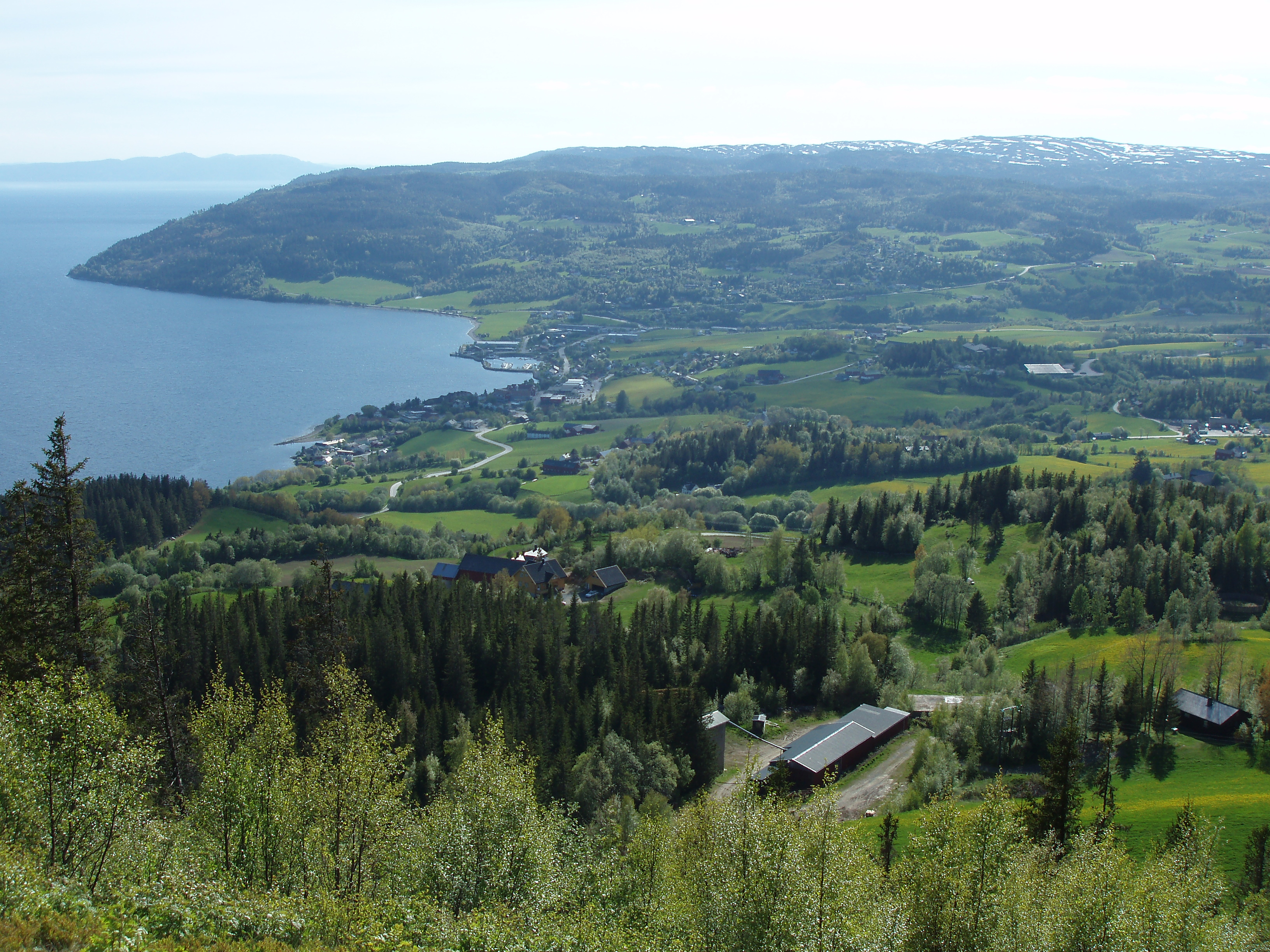
Blick auf Leksvik, nordöstlich vom Hügel Våttåhaugen aus gesehen, 2007.

Lage der Gemeinde in Nord-Trøndelag

Wappen von Leksvik

Leksvik war eine norwegische Kommune in Nord-Trøndelag. Auf einer Fläche von 430 km² lebten 3475 Einwohner (Stand: 30. Juni 2017). Letzter Bürgermeister war Einar Strøm (Senterpartiet). Seit 1. Januar 2018 gehört sie zur Kommune Indre Fosen. 
Die Gemeinde lag in einem sehr bergigen Gebiet. Die Berge erhoben sich bis auf eine Höhe von 600 m. 
In der Gemeinde befanden sich zwei größere geschlossene Siedlungen: Leksvik mit 1073 und Vanvikan mit 736 Einwohnern. Daneben gab es noch die kleineren Siedlungen Hindrem, wo 1199 König Sverre seine letzte große Seeschlacht schlug, und Seter mit 150 Bewohnern. In Leksvik gab es auch einige Ruinen, die zu einer Befestigungsanlage aus der Römer- oder Völkerwanderungszeit gehören, und „Borgen“ oder „Borgåsen“ heißen. Sie liegen zwischen Seter und der Siedlung Leksvik.
1589 wird eine Stabkirche erwähnt, die aber bald verfallen war und vernichtet wurde, als ein Blitz einschlug. 1653 wurde in Hindrum eine Kirche gebaut, die 1895 aber wieder abgerissen wurde, als der Ort der Pfarrei Vanvirkan zugeschlagen wurde.
Eine Volkssage berichtet, dass auf Borgen früher ein Troll gewohnt habe. Dieser habe sich dermaßen über das Geläut der Kirche von Hindrum geärgert, dass er einen großen Stein nach ihr geworfen habe. Aber er warf daneben und der Stein wird im Gebiet von Hindrem gezeigt. Für die Kirche in Leksvik gibt es eine ähnlich Sage. Dort war es ein Troll auf Våttåhaugen (heute ein Aussichtspunkt bei Leksvik). Der Våttå-Troll warf den Stein in Richtung Leksvik-Kirche, traf sie nicht, und der Stein kann nun am Strand besichtigt werden.
In Leksvik gibt es eine Kirche aus 1667 und die Ruinen einer deutschen Marinebasis aus dem Zweiten Weltkrieg.
Ursprünglich hieß der Ort „Ljoksa“, und so kommt er in den Sagas vor. Die Bedeutung ist unbekannt und der Name uralt. 1894 wird der Ort unter dem Namen „Lexviken“ genannt. Der Name Leksvik wurde 1917 festgelegt.

## Persönlichkeiten
- Villy Haugen (* 1944), Eisschnellläufer
- Andreas Myran Steen (* 1988), Skilangläufer